# Xochimilco
Xochimilco Mexikóváros egyik kerülete, lakossága 2010-ben meghaladta a 415 000 főt.

## Földrajz

### Fekvése
A Szövetségi Körzet középpontjától délkeletre elterülő kerület északi és középső része a tenger szintje felett mintegy 2250 m-rel fekvő, viszonylag sík, várossal beépített terület, de a terület dél felé fokozatosan emelkedik, legdélebbi csücskében már 3100 méter fölé emelkedik. Délkeleti sarkában, a Tláhuackal és Milpa Altával alkotott hármashatáron emelkedik a Teuhtli nevű vulkán. A hegyekből észak felé folyik le az El Cuatzin nevű vízfolyás, a kerület északi részén pedig több csatorna is húzódik: a Canal Nacional, a Canal de Chalco és a Canal de Amecameca. Szintén északi felében található egy hosszan elnyúló tó is: a Pista Olímpica Virgilio Uribe.

### Éghajlat
A kerület éghajlata meleg, de nem forró, és nyáron–ősz elején csapadékos. Minden hónapban mértek már legalább 28 °C-os hőséget, de a rekord nem érte el a 37 °C-ot. Az átlagos hőmérsékletek a januári 11,5 és a júniusi 17,8 fok között váltakoznak, fagy a nyári hónapok és szeptember kivételével bármikor előfordulhat. Az évi átlagosan 776 mm csapadék időbeli eloszlása nagyon egyenetlen: a júniustól szeptemberig tartó 4 hónapos időszak alatt hull az éves mennyiség közel 75%-a.
| Hónap                                   | Jan. | Feb.  | Már. | Ápr. | Máj. | Jún. | Júl. | Aug. | Szep. | Okt. | Nov. | Dec. | Év    |
| --------------------------------------- | ---- | ----- | ---- | ---- | ---- | ---- | ---- | ---- | ----- | ---- | ---- | ---- | ----- |
| Rekord max. hőmérséklet (°C)            | 29,0 | 30,0  | 35,0 | 32,0 | 33,0 | 34,5 | 35,0 | 36,0 | 32,5  | 34,0 | 28,5 | 28,5 | 36,0  |
| Átlagos max. hőmérséklet (°C)           | 21,0 | 22,3  | 24,7 | 25,6 | 25,9 | 24,6 | 23,3 | 23,2 | 22,8  | 22,6 | 22,2 | 21,0 | 23,3  |
| Átlaghőmérséklet (°C)                   | 11,5 | 12,7  | 15,1 | 16,5 | 17,5 | 17,8 | 17,0 | 16,9 | 16,8  | 15,6 | 13,7 | 12,3 | 15,3  |
| Átlagos min. hőmérséklet (°C)           | 2,0  | 3,0   | 5,5  | 7,5  | 9,2  | 11,0 | 10,7 | 10,7 | 10,8  | 8,6  | 5,3  | 3,5  | 7,3   |
| Rekord min. hőmérséklet (°C)            | −8,0 | −10,0 | −6,0 | −2,0 | −4,0 | 3,0  | 2,5  | 3,0  | 2,0   | −5,0 | −9,0 | −6,0 | −10,0 |
| Átl. csapadékmennyiség (mm)             | 9    | 7     | 8    | 25   | 69   | 127  | 156  | 151  | 140   | 62   | 16   | 7    | 776   |
| Forrás: Servicio Meteorológico Nacional |      |       |      |      |      |      |      |      |       |      |      |      |       |

## Népesség
A kerület népessége a közelmúltban folyamatosan és gyorsan növekedett:
| Év   | Lakosság |
| ---- | -------- |
| 1990 | 271 151  |
| 1995 | 332 314  |
| 2000 | 369 787  |
| 2005 | 404 458  |
| 2010 | 415 007  |

## Települései
A kerülethez 2010-ben összesen 93 külső település is tartozott. Ezek mindegyike igen kicsi, közülük a jelentősebbek:
| Település                       | Lakosság (2010) |
| ------------------------------- | --------------- |
| Xometitla (Tlalitenco)          | 456             |
| Ampliación Chalmita             | 352             |
| Tepexomulco                     | 352             |
| Tlalatlaco                      | 268             |
| Tecacalango                     | 268             |
| Tipipili                        | 247             |
| Barrio San Antonio (Cruz Monte) | 231             |
| Barrio Nochicala                | 203             |

## Története
Xochimilco neve a navatl nyelvből származik, és három részből tevődik össze: a xochitl jelentése virág, a milli szó (bevetett) szántóföldet, ültetvényt jelent, a co pedig helyet, így a teljes szó jelentése: virágföldek helye, virágföldeken.
Első lakói cuicuilcói, copilcói és tlatilcói törzsek voltak, később pedig teotihuacaniak telepedtek le itt. A Mexikói-völgybe érkező hét navatl törzs közül elsőként a xochimilcóiak érkeztek meg a völgybe, méghozzá valamikor 900 táján, majd 919-ben alapították meg településüket. Ezután lassacskánt kiterjesztették területüket, még a mai Morelos állam néhány vidékére is. A lakók főként mezőgazdasággal foglalkoztak: a magasabban fekvő területeket is megművelték amellett, hogy a völgyi tavon csinampákat létesítettek. Egész Mezoamerikában egyedülálló esemény volt, hogy Xochimilcóban egyszer Tlazocihuapilli személyében női kormányzót választottak.
1352-ben Caxtoltzin átköltöztette a várost a tó egy kis szigetére, oda, ahol ma a Sienai Szent Bernardin-templom áll. Bár 1376-ban sikerült visszaverni a mexikák támadását, de csak olyan áron, hogy ezután a xochimilcóiaknak adót kellett fizetniük az őket a harc során támogató azcapotzalcóiaknak. 1430-ban azonban már nem tudták elkerülni a mexika hódítást. Szabadságukat az évszázad végén nyerték vissza, ezután pedig néhány évtizedig békében éltek Tenochtitlannal. Hernán Cortés 1521. április 16-án érkezett meg Xochimilcóba, majd nemsokára megtámadta Tenochtitlant, amit az ottaniak és a xochimilcóiak együtt próbáltak védelmezni, de hiába, a spanyolok elpusztították a várost.
A keresztény hittérítés során az utolsó xochimilcói kormányzó, Apochquiyauhtzin 1522-ben felvette a Luis Cortés Cerón de Alvarado nevet, így, bár a spanyoloknak alárendelve, de megtarthatta a település irányítását. A térítést a ferencesek végezték a településen, akik első kolostorukat 1534 és 1579 között építették fel, ezt pedig további templomok, kápolnák, egy kórház és egy teológiai iskola létrehozása követte. 1559-ben II. Fülöp spanyol király ciudad (város) rangra emelte a települést.
A következő évszázadokban több katasztrófa is elérte Xochimilcót: 1576-ban és 1777-ben járvány, 1609-ben pedig hatalmas áradás pusztított. De a fejlődést ezek sem akasztották meg: a jórészt indián lakosú város kereskedelme olyan jelentős volt a többi tóparti várossal, hogy a 17. század során naponta körülbelül 1000 kenu kötött ki kikötőiben, sőt, mivel megépült a Mexikóvárost Cuernavacával összekötő út is, ami áthaladt a településen, így a szárazföldi kereskedelem is fejlődni tudott.
A mexikói függetlenségi háborúban a xochimilcóiak is részt vettek, igaz, főként csak 1815-től kezdődően, amikor a harc már hanyatlani kezdett. A hajózás azután is fontos tevékenység maradt a városban: 1850-ben megjelent az első gőzhajó is a tavon, igaz, ahogy közeledett a 19. és 20. század fordulója, a tó lecsapolása úgy haladt előre, végül már csak csatornák maradtak az egykori nyílt vízfelületből. 1908-ban Porfirio Díaz elnök felavatta a xochimilcói villamosvonalat.
A forradalom során 1911 közepén zapatisták érkeztek Milpa Altába, majd Xochimilcóba. 1913. április 23-án, Victoriano Huerta elnökségének idején 39 katonanövendéket gyilkoltak meg huertisták az egyik helyi utcában, rájuk ma emléktábla emlékezik. A forradalom jelentős eseménye volt, amikor 1914 decemberében Francisco Villa és Emiliano Zapata aláírta a xochimilcói egyezményt, amellyel rögzítették az északi hadosztály és a déli felszabadító hadsereg szövetségét.
1929-ben, amikor létrejöttek Mexikóváros kerületei, Xochimilco ezek egyikévé vált, de határai csak 1931-ben kerültek véglegesítésre.

## Turizmus, látnivalók
Az UNESCO 1987-ben Xochimilcót (Mexikóváros történelmi központjával együtt) a világörökség részévé nyilvánította.
Sokakat vonzó turistalátványosságnak számít a kerületben található tó- és csatornarendszer, amelyeket trajinerának nevezett kis színes hajók járnak be. Itt található a rendkívül bizarr Babák szigete is, amelynek fáira a 20. század második felében játékbabák sokaságát akasztotta fel babonából a sziget lakója, akinek halála után a terület turisztikai érdekességgé változott. Emellett rengeteg régi történelmi és műemlék is található a kerületben: a Cuahilama régészeti lelőhely, a Szirén-szökőkút, a 20. század elején létesített vízmű (Casa de Bombas Nativitas), a Carlos Pellecier Színház, az Acuexcomatl oktatási központ, a 16. századi Sienai Szent Bernardin-templom, az ugyanebből az időből származó San Gregorio Atlapulco-templom, a 17. században épült Santiago Tulyehualco-templom, a 18. századi San Andrés Ahuyucan- és San Mateo Xalpa-templomok, a szintén több évszázados Santa Maria Tepepan-, Santa Maria Nativitas-, San Lucas Xochimanca-, Santiago Tepalcatlapan-, San Luis Tlaxialtemalco-, Santa Cruz Acalpixca-, San Francisco Tlanepantla-, San Lorenzo Atemoaya-, Santa Cruz Xochitepec- és Santa Cecilia Tepetlapa-templomok, legalább 16 kápolna, a 16. századi Casa del Arte, a Fernando Celada-ház, valamint az az épület, ahol a xochimilcói egyezmény született 1914-ben.
Két múzeum is található Xochimilcóban: a Santa Cruz Acalpixca régészeti múzeum és a Dolores Olmedo Patiño-múzeum, ahol történelmi emlékek mellett híres 20. századi mexikói festők művei is láthatók.
Rendezvényei között számos vallási jellegű ünnepség megtalálható, de híres még az 1955 óta évente megtartott szépségverseny, a fagyifesztivál, a kristályosított édességek fesztiválja, a kukorica- és tortillafesztivál, valamint a disznóparéj- és olajbogyófesztivál (a disznóparéj magja a Mexikói-völgyben régen alapvető élelmiszer volt, de ma is használják).